# Moreplavci
Moreplavci je československý animovaný televizní seriál, který zobrazuje příběhy dvou kamarádů na dobrodružných cestách po moři. Seriál byl vyroben v roce 1980. Nakreslil ho Jiří Kalousek a režíroval Milan Horvatovič. Vyprávěčem byl Marián Labuda, hudbu složil Martin Kratochvíl. Celkem bylo natočeno 7 dílů, délka jednoho dílu je 9 minut.

## Díly
1. Krížom cez oceán
2. Piliar
3. Delová guľa
4. Stroskotanec
5. V morských hlbinách
6. Námornícky uzol
7. Najkrajšia loď sveta